# Sintula cretaensis
Sintula cretaensis är en spindelart som beskrevs av Jörg Wunderlich 1995. Sintula cretaensis ingår i släktet Sintula och familjen täckvävarspindlar. Inga underarter finns listade i Catalogue of Life.